# Vjazma (přítok Dněpru)
Vjazma (rusky Вязьма) je řeka ve Smolenské oblasti v Rusku. Je 147 km dlouhá. Povodí nad ústím Piny má rozlohu 1350 km².

## Průběh toku
Ústí zleva do Dněpru.

## Využití
Na řece leží město Vjazma.

## Historie
Ve středověku řeka představovala část vodní cesty, která za pomocí úseků vlečení lodí spojovala povodí Volhy, Oky a Dněpru.